# Tavasz és ősz korszak
A Tavasz és ősz korszaknak az ókori Kína történelmében a Csou (Zhou)-dinasztia második, a Keleti, vagy Kései Csou (Zhou)-kor első periódusát nevezik. Az i. e. 771-től i. e. 476-ig tartó időszak arról az. i. e. 5. században összeállított történeti krónikáról kapta utólag a lírai hangzású elnevezését, amelyet a hagyomány szerint maga a nagy bölcs Konfuciusz állított össze, s amelynek címe Tavasz és ősz. Ekkorra a Csou (Zhou)-ház már csak névleges hatalommal rendelkezett, a tényleges hatalmat az erősebb államok fejedelmei tartották kezükben. A legerősebb uralkodókat a többi fejedelem hegemónná választotta, s elfogadta azok fennhatóságát. A korszakot ennek ellenére mégis folyamatos háborúk, fegyveres konfliktusok jellemezték, amelyek a Tavasz és ősz korszakot váltó Hadakozó fejedelemségek korában (453-221) kulminálódnak. A mezőgazdasági termelésben ebben az időszakban jelentek meg a vaseszközök, és általánosan elterjedt igavonó állatok használata. Fejlődött a vízgazdálkodás is, aminek következtében hatékonyabbá vált a mezőgazdasági termelés. A Tavasz és ősz korszakban élt Konfuciusz, akinek munkássága a kínai bölcselet kútfőjének számít.

## Elnevezése
A Keleti- vagy Kései Zhou (Csou)-kor, vagyis az i. e. 770-től i. e. 221-ig terjedő időszak két részre osztott korszaka, a Tavasz és ősz korszaka (Csun-csiu si-taj (Chunqiu shidai) 春秋時代), valamint a Hadakozó fejedelemségek kora (Csan-kuo si-taj (Zhanguo shidai)  戰國時代) is utólag egy-egy történeti műről kapta a nevét., mivel mindkét mű az adott korszak történetét dolgozza fel. A Tavasz és ősz korszak, és a névadó mű címében szereplő két írásjegy, a 春 csun (chun) és a 秋 csiu (qiu) jelentése: „tavasz és ősz” vagy „tavaszok és őszök”, ami így együtt, metonímiát alkotva az évszakok egymást követő váltakozására utal, és így az „év” vagy „esztendők” jelentéssel rendelkezik. A kínai történelemmel, kultúrával kapcsolatos magyar nyelvű művekben leggyakrabban Tavasz és ősz korszak, vagy Tavaszok és őszök korszak alakban fordítják ennek a történelmi időszaknak a nevét.

## Történeti előzmények
A Csou (Zhou)-ház hatalma a dinasztiaalapítást követő néhány évszázadban fokozatosan meggyengült, olyannyira, hogy amikor i. e. 771-ben a barbár csüan-zsung (quanrong) 犬戎 törzs megtámadta a fővárost, a fejedelmek nem siettek a megszorult király segítségére, így a város elesett. Ezután a Csou (Zhou)-ház székhelyét áttette a biztonságosabb keleti területekre, a mai Lojang (Luoyang) környékére. Az i. e. 770-től i. e. 256-ig tartó Késői Csou (Zhou)-kort ezért Keleti Csou (Zhou)-kornak is nevezik.
A Keleti Csou (Zhou)-korra a királyi ház egyre gyorsabb hanyatlása, a helyi fejedelmek megerősödése volt jellemző. A főváros átköltözése után a mindenkori Csou (Zhou) király valójában csak szakrális jellegű hatalommal rendelkezett. A Csou (Zhou) uralkodók királyi címüket megtarthatták – még évszázadokig egyetlen fejedelem sem merészelte felvenni a vang (wang) 王 címet, akármekkora hatalommal rendelkezett is –, bizonyos szertartásokat csak ők végezhettek el, s egyes diplomáciai aktusokhoz is az ő hozzájárulásuk kellett. Az általuk ténylegesen uralt terület azonban fokozatosan egy-két városnyira zsugorodott.

## A Tavasz és ősz korszak történelme
A Tavasz és ősz korszakban Kína területén száznál is több, a Csou (Zhou) királyok adománybirtokaiból létrejött, kisebb-nagyobb, egymástól többé-kevésbé független állam létezett egymás mellett. Ezek az országocskák háborúztak, szövetséget kötöttek, kereskedtek, versengtek egymással. Hasonló kultúrájuk mellett az kötötte őket össze, hogy a Csou (Zhou) királyok szakrális felsőbbségét általában elismerték – de azt nem engedték nekik, hogy ügyeikbe érdemben beleszóljanak.
Némi stabilitást, a háborúskodásban valamennyi korlátozást az úgynevezett „hegemónok” (pa (ba) 霸) rendszere biztosított. Ez azt jelentette, hogy a korszak egyes kiemelkedő, saját országukat jelentősen megerősítő fejedelmeit a többiek elismerték „hegemónnak”, aki a Csou (Zhou) királyok nevében bizonyos intézkedéseket hozhatott a többi ország ügyeiben is. Ez a rendszer azonban csak az i. e. 8. századtól az i. e. 6. századig működött, ekkor is csupán korlátozott eredménnyel.
A Tavasz és ősz korszak a folyamatos háborúk, de ezzel együtt a különböző államok közötti egyre élénkebb érintkezés, valamint a hatalmas gazdasági és kulturális fejlődés időszaka is volt. A régi, Korai Csou (Zhou)-kori társadalmi rendszer és intézmények kezdtek felbomlani, átalakulni. Tehetséges, de kevésbé előkelő származású emberek hatalomra kerülhettek, régi arisztokrata családok szülöttei elszegényedtek és kiestek az új uralkodók kegyeiből. Ugyanakkor a gazdaság fejlődésének következtében a népesség növekedett, a kínai világ határai kitágultak, az egymástól korábban viszonylag elzárt államok közötti kapcsolatok szorosabbá váltak.

## Ideológiai áramlatok
A Tavasz és ősz korszakban került sor a törvények első írásba foglalására. A társadalom felbolydulásával, a korábbi normák megrendülésével ugyanis szükségesnek tűnhetett a szabályok rögzítése, a viszonyok konzerválása. Emellett az egyre nagyobb területű és sűrűbb népességű államokban elkerülhetetlenné vált, hogy a korábbi, személyes kapcsolatokon alapuló normarendszert felváltsa a személytelen és elfogulatlan törvények rendje. Az új viszonyok közepette megindult az útkeresés, megjelentek az első „filozófiai” iskolák, amelyek elsősorban evilági, politikai kérdésekre keresték a választ. A fő kérdés az volt: hogyan lehet a nyilvánvalóan a feje tetejére állt világban rendet teremteni, miként lehet a köznépnek és a vezető rétegeknek nyugalmat és ezzel jólétet biztosítani. A legfontosabb ilyen iskolának a konfucianizmus, a motizmus, a taoizmus és a legizmus számított.

## A Tavasz és ősz korszakban létezett államok
A korszak történelmét tárgyaló krónikák összesen 148 államról, fejedelemségről tesznek említést. Az alábbi lista tájékozódásra szolgál, de nem teljes
| Név                                   | Kínaiul           | Főváros | Alapítás                               | Megszűnés                      |
| ------------------------------------- | ----------------- | --- | -------------------------------------- | ------------------------------ |
| Pa (Ba)                               | 巴                | Jicseng (Yicheng) 夷城 Pingtu (Pingdu) 平都 Cse (Zhi) 枳 Csiangcsou (Jiangzhou) 江州 Tiencsiang (Dianjiang) 垫江 Lancsung (Lanzhong) 阆中                                                                   | nem ismert                             | i. e. 316                      |
| Caj (Cai)                             | 蔡                | Sangcaj (Shangcai) 上蔡 Hszincaj (Xincai) 新蔡 Hsziacaj (Xiacai) 下蔡 | i. e. 1043 előtt                       | i. e. 447                      |
| Cao                                   | 曹                | Taocsiu (Taoqiu) 陶丘 | i. e. 1043 előtt                       | i. e. 487                      |
| Csen (Chen)                           | 陳 / 陈           | Wǎnqiū (宛丘) | c. 1046 BC                             | 479 BC                         |
| Cseng (Cheng)                         | 郕                | (Western Zhou Period 1066 – 770 BC) In the vicinity of the Zhou capital Haojing 郕 (Chéng), Shandong | c. 1100 BC                             | nem ismert                     |
| Csu (Chu)                             | 楚                | Dānyáng（丹陽/丹阳）c. 1030 – c. 680 BC Yǐng (郢) c.680 – 278 BC Chén (陳 / 陈) 278 – 241 BC Shòuchūn (寿春) from 241 – 224 BC                                                                              | c. 1030 BC                             | 223 BC                         |
| Tao (Dao)                             | 道                | Dào (possibly north of modern day Quèshān County, Henan or south of Xī County, Henan) | nem ismert                             | nem ismert                     |
| Teng (Deng)                           | 鄧 / 邓           | Dèngzhōu, Henan Province or Xiāngyáng, Hubei Province | c. 1200 BC                             | 678 BC                         |
| Keleti Kuo (Guo) (Tung Kuo (Dong Guo) | 東虢 / 东虢       | nem ismert | 1046 BC                                | 767 BC                         |
| O (E)                                 | 鄂                | Xiangning County, Shanxi Province, Nanyang, Henan Province, Ezhou Hubei Province | c. 1200 BC                             | 863 BC                         |
| Kuan (Guan)                           | 管                | Guancheng Hui District, Zhengzhou | 1046 BC                                | 1040 BC                        |
| Hua                                   | 滑                | Fèi (費 / 费) | nem ismert                             | 627 BC                         |
| Csi (Ji)                              | 紀 / 纪           | Ji (纪国), located south of Shouguang, Shandong Province | nem ismert                             | 690 BC                         |
| Csin (Jin)                            | 晉 / 晋           | Táng (唐), renamed Jìnyáng (晉陽/晋陽) Qǔwò (曲沃) Jiàng (絳/绛) also known as Yì (翼) Xīntián (新田), renamed Xīnjiàng (新絳/新绛)                                                                         | 11th century BC                        | 376 BC                         |
| Csü (Ju)                              | 莒                | Jiegen (介根), south west of modern day Jiaozhou, Shandong Province Ju (莒), modern day Ju County, Shandong Province                                                                                        | 11th century BC                        | 431 BC                         |
| Laj (Lai)                             | 莱 / 萊           | Changle (昌乐), modern day Changle County, Shandong Province | 11th century BC                        | 567 BC                         |
| Liang                                 | 梁                | Hánchéng (韩城) | nem ismert                             | 641 BC                         |
| Liao                                  | 蓼 / 廖国 / 飂    | Tanghe County (唐河县), Henan | nem ismert                             | nem ismert                     |
| Liao                                  | 蓼国 / 缪蓼       | Liao town, northeast of Gushi County, Henan Province | nem ismert                             | 622 BC                         |
| Lu                                    | 魯 / 鲁           | Lǔshān (魯山) Yǎnchéng (奄城) Qǔfù (曲阜) | 11th century BC                        | 256 BC                         |
| Lü                                    | 吕 / 呂           | West of modern Nanyang, Henan | nem ismert                             | early Spring and Autumn Period |
| Pi                                    | 邳                | Xuecheng (薛城), 30 km south of Tengzhou, Shandong Province Lower Pi (下邳), North east of Pizhou City, Shandong Province Upper Pi (上邳), West of the Xuecheng District, Zaozhuang City, Shandong Province | 11th century BC                        | nem ismert                     |
| Csi (Qi)                              | 齊 / 齐           | Yíngqiū (營丘 / 营丘) | 1046 BC                                | 221 BC                         |
| Csi (Qi)                              | 杞                | Qǐ (杞) | 16th century BC                        | 445 BC                         |
| Csin (Qin)                            | 秦                | Xīchuí (西垂) Yōng (雍) ? – 350 BC Xiányáng (咸阳) 350 – 206 BC | 9th century BC                         | 206 BC                         |
| Csüan (Quan)                          | 权 / 權           | South east of Dangyang, Hubei Province | nem ismert                             | 704 BC                         |
| Zso (Ruo)                             | 鄀                | Shāngruò (上鄀)/Shāngmì (商密) Xìaruò (下鄀) | nem ismert                             | nem ismert                     |
| Sen (Shen)                            | 申                | Nányáng (南阳) | nem ismert                             | between 688 and 680 BC         |
| Sen (Shen)                            | 沈                | Shěn (沈) | nem ismert, early Western Zhou dynasty | c. 500 BC                      |
| Su (Shu)                              | 蜀                | possibly Sānxīngduī (三星堆) | Before 1046 BC                         | 316 BC                         |
| Szung (Song)                          | 宋                | Shāngqiū (商丘) | 11th century BC                        | 286 BC                         |
| Szuj (Sui)                            | 随 / 隨           | Suízhōu (随州) | Korai Tavasz és ősz korszak            | nem ismert                     |
| Teng                                  | 滕                | Téng (滕) | Before 1043 BC                         | mid 4th century BC             |
| Vej (Wei)                             | 魏                | Anyi (安邑), északnyugatra a mai Xia County, Shanxi tartományban Taliang (Daliang, 大梁), a mai Kajfeng, Honan tartomány                                                                                    | 403 BC                                 | 225 BC                         |
| Véj (Wei)                             | 卫 / 衛           | Zhāogē.(朝歌) Cáo (曹) Chǔqiū (楚丘) Dìqiū (帝丘) Yěwáng (野王) | 11th century BC                        | 209 BC                         |
| Vu (Wu)                               | 吴 / 吳           | Wú (吳/吴), sometimes referred to as Gūsū（姑蘇/姑苏） | 11th century BC                        | 473 BC                         |
| Hszi (Xi)                             | 息                | Xī Xiàn (息县) | 1122 BC                                | Between 684 and 680 BC         |
| Xī Guó                                | 西虢 / 西虢       | Yōngdì (雍地) Shàngyáng (上阳) Xiàyáng (下阳) | 1046 BC                                | 687 BC                         |
| Hszing (Xing)                         | 邢                | Xingtai City, (邢台市) | i. e. 11. század                       | i. e. 632                      |
| Hszü (Xu)                             | 徐                | Tangcheng (郯城) | kb. i. e. 20. századi                  | i. e. 512                      |
| Hszü (Xu)                             | 許 / 许 (vagy 鄦) | Xǔ (鄦) Yè (叶) Báiyǔ (白羽) Róngchéng (容城) | kb. i. e. 11. század                   | kb. i. e. 5. század            |
| Jen (Yan)                             | 燕                | Jì (薊) | i. e. 11. század                       | i. e. 222                      |
| Jüe (Yue)                             | 越                | Kuàjī (會稽/会稽) 489 – 468 BC Lángyá (琅琊) 468 – 379 BC Wú (吴/吳) 379 – 334 BC Kuàjī (會稽/会稽) 333 – 306 BC                                                                                            | kb. i. e. 11. század                   | i. e. 306                      |
| Cseng (Zheng)                         | 鄭 / 郑           | Zhèng (鄭/郑) Xìnzhèng (新郑) | i. e. 806                              | i. e. 375                      |
| Csungsan (Zhongshan)                  | 中山              | Lingshou County, Hebei Province | i. e. 6. század                        | i. e. 325                      |
| Cou (Zou) vagy Csu (Zhu)              | 鄒 / 邹 vagy 邾   | Zhū (邾) South east of Qufu, Shandong Province 鄒/邹 South east of Zoucheng City, Shandong Province | i. e. 11. század                       | 4th century BC                 |
| Magyarázat:                           |                   | |                                        |                                |
| Hegemón                               |                   | |                                        |                                |